# Louis de Braquemont
Louis de Braquemont est le seigneur de Sedan de 1420 à 1424.

## Biographie
Fils de Guillaume de Braquemont et de Marie de Camprémy, il est le second et dernier seigneur de Sedan issu de la famille de Braquemont.
Il combat dans les armées des rois Charles VI et Charles VII et est nommé échanson du dauphin en 1415. Ayant hérité d'une situation financière désastreuse de son père, avec des biens en Ardennes en partie hypothéqués, des biens en Normandie entre les mains des troupes anglo-bourguignonnes et des propriétés en Picardie contestées, il est contraint de vendre ses propriétés ardennaises à son beau-frère, Évrard II de La Marck-Arenberg, originaire de Westphalie. Il lui cède ainsi la seigneurie, la ville et les terres de Sedan, et de Florenville, ainsi que divers biens dans les villes de Mouzon, Bazeilles, Balan, Amblimont, Douzy, Villers-Cernay, Francheval et La Besace. L'acte est signé le 8 juin 1424,.
Le 17 août 1424, Louis de Braquemont est tué durant la bataille de Verneuil.
Il meurt sans postérité de son union avec Isabelle La Maréchale.